# マリウス氏族

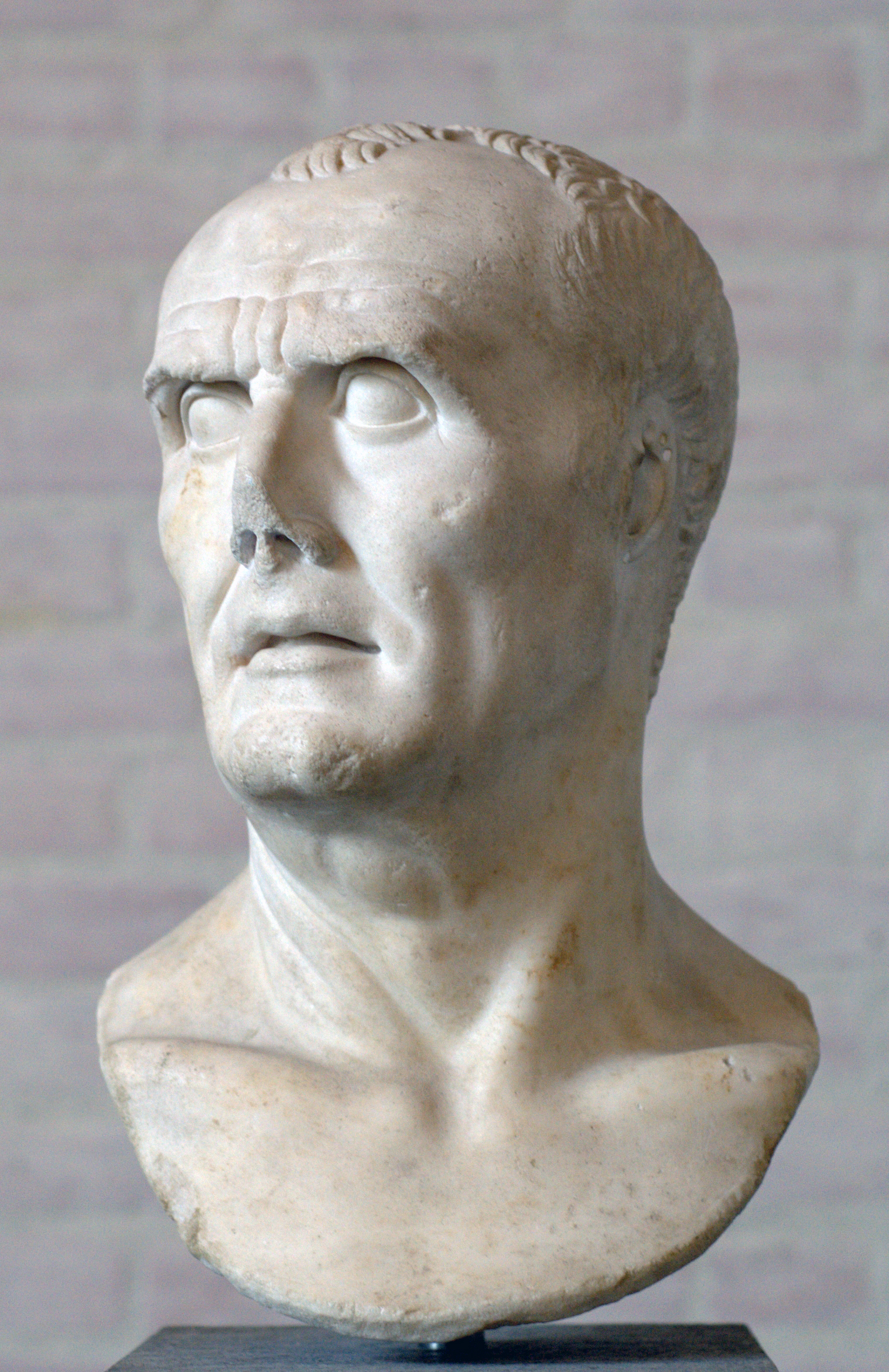
マリウス氏族を名族へと育てた執政官ガイウス・マリウスの胸像（鼻部の彫刻が欠損している）

マリウス氏族（Marii）とは、古代ローマに存在した氏族で、平民（プレブス）に属する氏族の一つ。

## 概要
ガイウス・マリウスはアルピヌムの出身で、マリウス氏族はキケロのトゥッリウス氏族、グラティディウス氏族と共にその街を支配していたエクィテスだったという。マリウスはローマ政界へ転じキンブリ・テウトニ戦争での歴史的勝利、7度の執政官当選などの業績を達成した。その後も「大将軍の末裔」として帝政期にも多くの人材を輩出した。

## 起源
マリウス氏族の起源は古代ローマを作り出したラテン人と同じイタリック族の一派オスク人の名前に由来すると考えられ、やはりイタリック族の一派であるサビニ人、サベッリア人に起源を持つとも言われる。
マリウス氏族はプラエノーメン（個人名）としてマルクス（Marcus）、ガイウス（Gaius）、ルキウス（Lucius）、クィントゥス（Quintus）、セクトゥス（Sextus）、プブリウス（Publius）、ティトゥス（Titus）などを好んで用いる傾向があった。マリウス氏族はコグノーメン（家族名）を用いて氏族内の分家を開く機会を持たなかったが、共和政末期から次第に複数の系統に分かれる動きが見られ、マリウス氏族カピト家（Capito）、及びトログス家（Trogus）が硬貨に刻まれた名から確認できる。

## マリウス氏族の人物

### 共和政期
- マリウス・アッピウス：紀元前398年頃のトリブヌス・ミリトゥム[4]
- マリウス・スタティリウス：紀元前216年のプラエフェクトゥス。ルキウス・アエミリウス・パウルス配下[5]
- クィントゥス・マリウス：紀元前150年から133年頃の貨幣鋳造人（triumvir monetalis）[6]
- マルクス・マリウス：テアヌム・シディキヌムのクァエストル。ローマから来たコンスルの妻の我が儘に対応出来なかったため棒叩きの刑に処されたという[7]
- ガイウス（Gaius Marius）：ガイウス・マリウスの祖父。
  - ガイウス（Gaius Marius C. f.）：ガイウス・マリウスの父。
    - ガイウス・マリウス（Gaius Marius C. f. C. n.）：通称大マリウス。キンブリ・テウトニ戦争の勝利者。執政官経験数7回、凱旋将軍2回、法務官、護民官、ルシタニア総督。ガイウス・ユリウス・カエサルの義理の叔父。
      - 小マリウス（Gaius Marius C. f. C. n.）：大マリウスとユリア・カエサルの子。キンナ派の指導者。カエサルの従弟。執政官経験数1回。
- マルクス・マリウス・グラティディアヌス：大マリウスの姉マリーアと元老院議員マルクス・グラティディウスの子。大マリウスの甥。
- ガイウス
  - ガイウス・マリウス・カピト（Gaius Marius C. f. Capito）：紀元前79年頃の貨幣鋳造人[6]
- マルクス・マリウス（紀元前76年の財務官）：ポントス王ミトリダテス6世に対する外交官としてポントスに滞在した。
- アマティウス・マリウス：大マリウスの落胤を自称して蜂起した反乱軍指導者。マルクス・アントニウスの軍勢に破れ、僭称者アマティウスとして処刑される。
- マルクス・マリウス：キケロの書物で言及されている人物[8]。
- マルクス・マリウス（キケロの友人）：上記の人物とは同姓同名の別人[9]。
- ルキウス・マリウス：紀元前62年の護民官で小カトーの同僚[10]。凱旋式挙行のために指揮官が戦果を偽ることを禁じる法を定めた[11]。
- ルキウス・マリウス （クァエストル）（Lucius Marius L. f.）：元老院議員。紀元前53年の法務官マルクス・アエリウス・スカウルスの弾劾決議に賛成した[12][13]。
- セクストゥス・マリウス：レガトゥス（軍団幕僚）。ポンペイウス派の将軍プブリウス・コルネリウス・ドラベッラに仕えた[14]。

### 帝政期
- ガイウス
  - ガイウス・マリウス・トログス（Gaius Marius C. f. Trogus）：帝政初期の元老院議員。アウグストゥス帝から執政官に叙任された記録が残る[15]。
- ウルビヌムのティトゥス・マリウス：「アウグストゥス帝の下で、一介の兵士から元老院議員にまで栄達した」とされる[16]。
- セクストゥス・マリウス（Sextus Marius, 西暦33年の人物）：ティベリウス帝の暴政を伝えるタキトゥスの歴史書に記録される[17][18]。
- プブリウス・マリウス・ケルスス（Publius Marius Celsus）：西暦62年と西暦69年の執政官。
- マリウス・マトゥルス（Marius Maturus）：オトー帝とウィテッリウス帝の内乱時、アルペス・マリティマエ総督代理を務めていた記録が残る[19]。
- カイウス・マリウス・マルケルス・クルウィウス・ルフス（C. Marius Marcellus Cluvius Rufus）：西暦80年の補充執政官。
- マルクス・プリスクス（Marius Priscus）：トラヤヌス帝時代の元老院議員。西暦100年にアフリカ総督に任命される[20]。
- マリウス・セクンドゥス（Marius Secundus）：マクリヌス帝時代の貴族。フェニキア総督、エジプト総督を歴任する[21]。
- ルキウス・マリウス・マキシムス（Lucius Marius Maximus）：西暦223年、西暦232年の執政官[2]。
- マリウス・マキシムス（Marius Maximus）：帝政後期の歴史家[22][23][24][25][26]。
- ルキウス・マリウス・ペルペトゥス（Lucius Marius Perpetuus）：西暦237年の執政官。
- ガイウス・マリウス・ウィクトリヌス（Gaius Marius Victorinus）：西暦4世紀の文筆家。
- マリウス・メルカトル（Marius Mercator）：西暦5世紀の神学者。
- マリウス・プロティウス・サケルドス（Marius Plotius Sacerdos）：西暦5世紀から6世紀頃の文筆家。